# Plurella elongata
Plurella elongata is een zakpijpensoort uit de familie van de Plurellidae. De wetenschappelijke naam van de soort is voor het eerst geldig gepubliceerd in 1973 door Kott.